# Taiwanskugglilja
Taiwanskugglilja (Tricyrtis formosana) är en art i familjen liljeväxter från Taiwan. Arten odlas ibland som trädgårdsväxt i Sverige.

## Varieteter
Arten är mångformig och tre varieteter kan urskiljas:
- var. formosana - blir 45–80 cm hög. Blomskaften är håriga. Hyllebladen är 2–2,5 cm långa.
- var. glandosa - blir sällan över 30 cm hög och har klibbhåriga blomställningar.
- var. grandiflora - blir vanligen 45–100 cm hög. Blomskaften är kala. Hyllebladen är 3-4 cm långa.

## Sorter
Ett antal sorter förekommer i trädgårdar:
- 'Amethystina'
- 'Dark Beauty' - har mörkt grönt bladverk och tätt fläckiga blommor, vilket ger ett mörkt utseende.
- 'Gilty Pleasure'
- 'Samurai'
- 'Variegata' - har vitkantade blad.
- 'Washfields Nursery'

### Webbkällor
- Svensk Kulturväxtdatabas